# Luigi Pulci

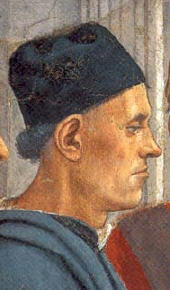
Luigi Pulci, fresco van Filippino Lippi

Luigi Pulci (Florence, 15 augustus 1432 - Padua, 1484) was een Italiaans dichter uit de periode van de renaissance. Zijn meesterwerk is Morgante, of Morgante Maggiore, een episch gedicht in 23 canto's, later uitgebreid tot 28.
Pulci begon aan Morgante omstreeks 1460. De vroegst bekende volledige uitgave van het werk dateert van 1483. Het verhaal gaat over een Saraceense reus die zich bekeert tot het christendom en de ridder Orlando (Roland) volgt. De invloeden van de Franse ridderepiek zijn duidelijk, maar Pulci wisselt een ernstige toon af met komische en burleske fragmenten.
Pulci's opdrachtgevers waren de Medici's, vooral Lorenzo de Medici ('il Magnifico'), die Pulci op diplomatieke missies stuurde en optrad als zijn beschermheer. Ondertussen werden de financiën van de Pulci-familie echter slecht beheerd door zijn broers Luca (die in 1470 in de gevangenis van de schuldenaars stierf) en Bernardo. Rond 1470 ging Pulci in dienst van Robert Sanseverino, een noordelijke condottiere omdat die hem een groter inkomen in het vooruitzicht had gesteld.
In 1484, terwijl hij met Sanseverino naar Venetië reisde, werd Pulci ziek. Hij stierf in Padua in oktober of november.
Varia
- Ook Luigi's broer Luca (1431-1470) schreef in de volkstaal. Zijn werken in het Toscaans[2] omvatten Pistole, Driadeo d'amore en Ciriffo Calvaneo.
- Het eerste van de canto's werd in 1822 door lord Byron vertaald in het Engels.

- Bibsys: 90252634
- Biblioteca Nacional de España: XX1079086
- Bibliothèque nationale de France: cb122836882 (data)
- Catàleg d'autoritats de noms i títols de Catalunya: 981058524748906706
- CiNii: DA03201508
- Digitale Bibliotheek voor de Nederlandse Letteren: pulc001
- Gemeinsame Normdatei: 118742949
- International Standard Name Identifier: 0000 0001 2138 7919
- Library of Congress Control Number: n85208425
- Nationale Bibliotheek van Tsjechië: mzk2009511547
- Nationale bibliotheek van Australië: 35742162
- Nationale Bibliotheek van Israël: 987007275379005171
- Nationale en Universitaire bibliotheek Zagreb: 000052510
- Nederlandse Thesaurus van Auteursnamen: 06876409X
- Réseau des bibliothèques de Suisse occidentale: 02-A003716441
- Istituto Centrale per il Catalogo Unico: BVEV039091
- SNAC: w6xd49gv
- Système universitaire de documentation: 031664423
- Trove: 1066664
- Virtual International Authority File: 71453100
- WorldCat: E39PCjvmvRvrD6KDh9yJXpcycX